# Zusters Kindsheid Jesu

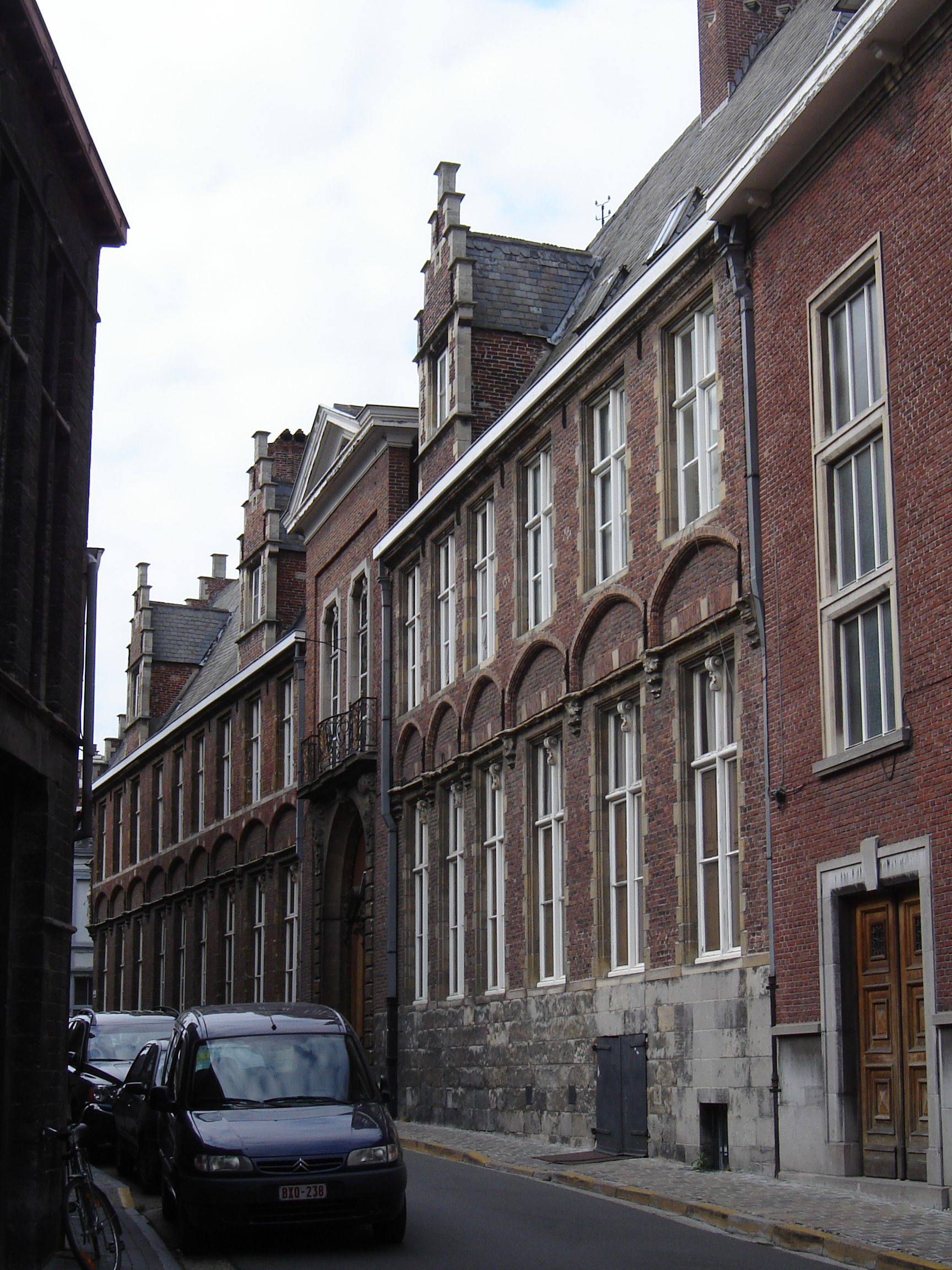
Het voormalige moederklooster van de Zusters Kindsheid Jesu in Gent

De Zusters Kindsheid Jesu is een apostolische congregatie voor zusters die in 1835 door de Gentse kanunnik Petrus-Jozef Triest werd gesticht. De congregatie richtte zich aanvankelijk specifiek op de zorg voor wezen, vondelingen en verlaten kinderen, naar de evangelische grondovertuiging van Triest: 'naastenliefde en solidariteit met de meest kwetsbaren zijn de basiskenmerken van goede zorg'.
In de loop van de 19e en 20e eeuw bouwden de zusters een aanzienlijk netwerk van scholen, weeshuizen en ouderlingentehuizen uit, vooral in de provincies Limburg en Oost-Vlaanderen. De bejaardentehuizen ontstonden meestal daar waar reeds een school of kindertehuis aanwezig was. In 2023 bleek dat bij het tehuis in Lommel sprake is geweest van gedwongen adopties en misbruik van kwetsbare moeders en kinderen.

## Geschiedenis

### Eerste huis in Hasselt
In 1840 werd het eerste huis opgericht in Hasselt. Daar begonnen de zusters met onderwijs voor volkskinderen, opvang van wezen en verzorging van ouderen. Om in eigen opgeleid personeel te voorzien begonnen de zusters in 1884 met normaalschoolonderricht in Hasselt.

### Moederklooster in Gent
In 1872 kocht senator baron Casier-de Hemptinne het voormalige Hotel Vanden Meersche aan, een gewezen patriciërswoning uit de 16e eeuw op de hoek van de Zandberg en de Nederpolder te Gent. Hij stelde het ter beschikking van de congregatie, die er hun Centraal Bestuur in vestigden en er het Ooglijdersgesticht, dat ze kort tevoren op de Kraanlei geopend hadden, in over brachten. Bij de dood van baron Casier in 1892, werden de zusters eigenaressen van het gebouw. Dit huis werd in de 18e eeuw grotendeels verbouwd en bezit een prachtige trapzaal met eiken rococotrap en mythologische muurschilderingen en enkele bezienswaardige salons. Het werd in 2008 verkocht aan Michel Moortgat, eigenaar van bierbrouwerij Duvel Moortgat.

### Moederhuis Tamar in Lommel
In 1939 heeft congregatie van de Zusters Kindsheid Jesu in Lommel het Maria Middelares ziekenhuis opgericht. Dit op verzoek van de toenmalige pastoor van Lommel Centrum. Het gemeentebestuur stak de helpende hand toe door percelen te koop aan te bieden. 
In 1970 werd op de zolder van het ziekenhuis en later vlak naast het ziekenhuis het moederhuis 'Tamar' opgericht. Deze instelling is veelvuldig in het nieuws gekomen door verhalen van gedwongen adopties, ongewilde sterilisaties van jonge meisjes en ernstige vormen van misbruik van ongehuwde zwangere meisjes. Deze verhalen komen terug in de podcast Kinderen van de kerk. Het beeld dat hieruit naar voren komt is dat de zusters kinderen tegen de wil van hun moeders hebben afgenomen en hier betaald voor hebben gekregen. Er zou derhalve sprake zijn van witwassen van kinderen als een vorm van mensenhandel. De speelfilm Little Black Spiders uit 2012 is gebaseerd op getuigenissen uit dit moederhuis.

### Zusters in Congo
De Zusters Kindsheid Jesu zijn ook werkzaam geweest in Congo: in Bokoro en Lukunga (Kinshasa).

## 21e eeuw
Op 1 januari 2001 werd het beheer van 11 Oost-Vlaamse rust- en verzorgingsinstellingen overgedragen aan een overkoepelende vzw Zorg-Saam Zusters Kindsheid Jesu.  Deze vzw beheert de volgende woon- en zorgcentra (WZC):
- WZC Sint-Jozef (Assenede)
- WZC Sint-Elisabeth (Eeklo)
- WZC de Lichtervelde (Eke)
- WZC Sint-Antonius (Grembergen)
- WZC Sint-Eligius (Zeveneken)
- WZC Ons Zomerheem  (Zomergem)
- WZC De Regenboog (Zwijndrecht)
- WZC Sint-Vincentius (Kaprijke)
- WZC Sint-Rafaël  (Denderleeuw/Liedekerke)
- WZC Zonnehove (Sint-Denijs-Westrem)
- WZC Moervaartheem (Wachtebeke)
- WZC Onderdale (Ursel)

De congregatie heeft verden nog huizen in Bellem, Champlon, Destelbergen, Eigenbilzen, Gent (4), Gruitrode, Hasselt (3), Kaprijke, Lochristi, Lommel, Lummen, Nerem en Schoten. Het generalaat is in Oostakker gevestigd. 
Eind 2017 telde de congregatie nog 125 zusters in Vlaanderen en was daarmee de vierde grootste vrouwelijke congregatie.